# Westpoint (Apeldoorn)

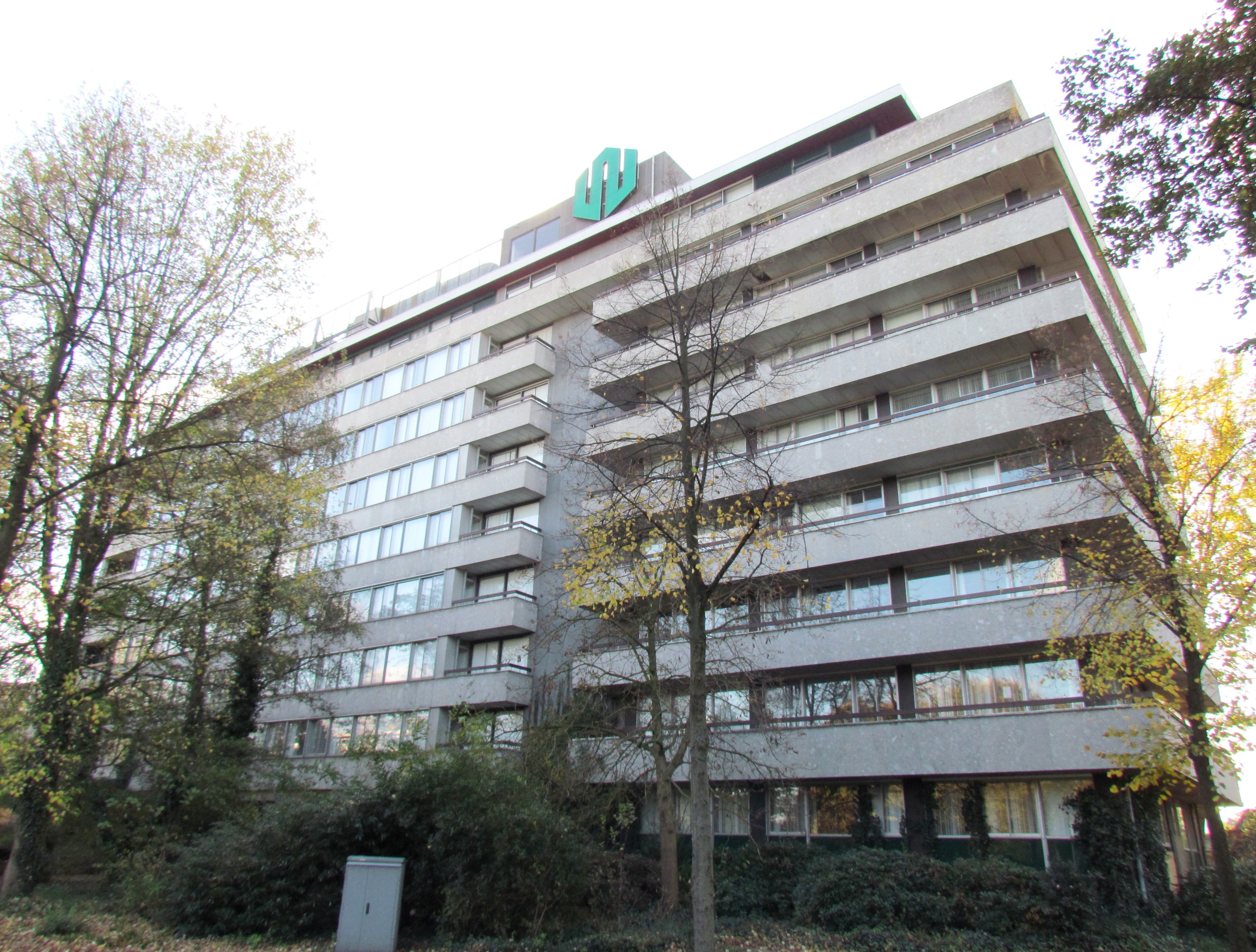
Westpoint in 2014

Westpoint is een flatgebouw in de Nederlandse stad Apeldoorn (provincie Gelderland). Het bouwwerk is in 1972 tot stand gekomen als het stadskantoor van de gelijknamige gemeente en heeft deze functie twintig jaar gehad. In 2020 kreeg het de bestemming van appartementenflat en eind 2024 werd het als zodanig in gebruik genomen.

## Stadskantoor; belastingkantoor
Na een brand in 1943 waren van het het toenmalige raadhuis aan het Raadhuisplein alleen de benedenverdieping en het souterrain over. Gemeentelijke diensten werden hierna over verschillende locaties in de stad verspreid. In de loop der jaren kwamen er diverse plannen om een nieuw stadskantoor te bouwen waarin weer alle diensten konden worden gehuisvest.
Eind jaren 60 werd gekozen voor het plan om het pensioenfonds van het Rotterdams Havenbedrijf een nieuw kantoor te laten bouwen in Apeldoorn West, op de hoek van de Badhuisweg en de Sprengenweg, dat vervolgens door de gemeente voor twintig jaar zou worden gehuurd. Er werd een gebouw ontworpen door het Rotterdamse architectenbureau Landers. Het werd een acht verdiepingen tellend flatgebouw met 11.000 m² vloeroppervlak, dat plaats bood aan circa 500 ambtenaren. Dit stadskantoor werd op 14 september 1972 in gebruik genomen en heeft conform het huurcontract twintig jaar als zodanig gefunctioneerd.
In 1992 was aan het Marktplein een nieuw stadhuis gebouwd. Alle gemeentelijke diensten werden in dat jaar daarnaartoe verhuisd. Het stadskantoor, dat inmiddels de naam 'Westpoint' had gekregen, werd vervolgens een vestiging van de Belastingdienst.

## Leegstand

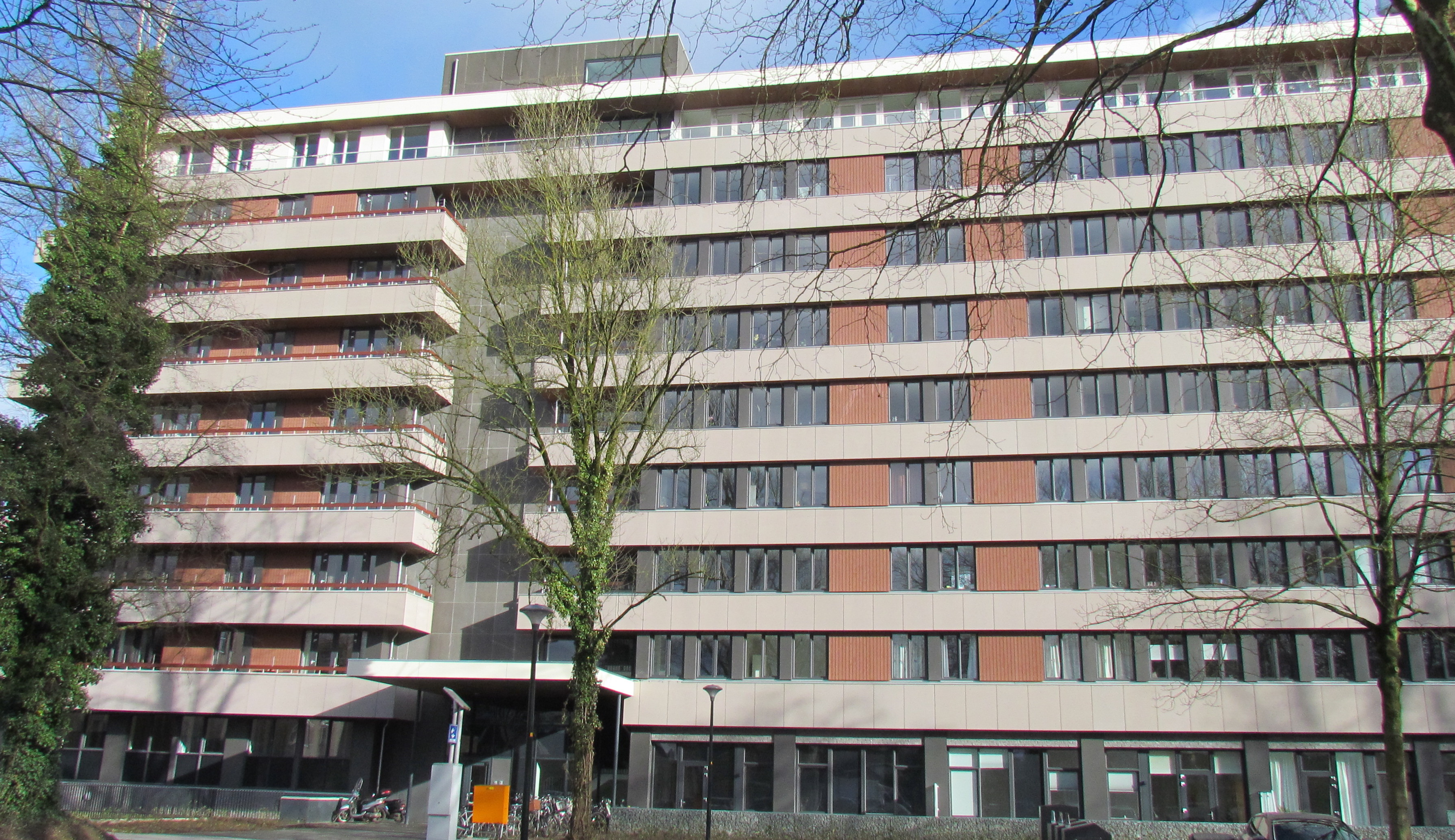
Het gerenoveerde Westpoint in 2025

Toen de Belastingdienst na enkele jaren ook een nieuw onderkomen had gevonden, naast station Apeldoorn, kwam het pand leeg te staan en was de vraag wat ermee moest gebeuren. Huurders werden niet gevonden en af en toe namen krakers intrek in het pand, en was er overlast van drugshandel op de parkeerplaats bij het gebouw. In 2015 werd door het college van B&W een voorstel gedaan om het gebouw te slopen en nieuwbouw te realiseren voor een supermarkt en nog enkele winkels. Dit plan werd echter naar de prullenbak verwezen omdat het in strijd was met het gemeentelijk beleid, omdat er in de directe nabijheid al voldoende detailhandel aanwezig was.

## Appartementencomplex
In 2020 kwam een nieuwe bestemming voor Westpoint in zicht: renovatie tot een flat met 94 appartementen. Projectontwikkelaar BUN uit Almere had hier interesse in getoond en kwam tot afspraken met de gemeente. Het bestemmingsplan stuitte op bezwaren van omwonenden, die vreesden voor de aantasting van hun privacy. Deze bezwaren werden in 2021 door de Raad van State afgewezen. In 2022 werd de flat gestript van alle voormalige kantooreenheden. Het was de bedoeling dat aansluitend zou worden begonnen met de bouw zodat in het voorjaar van 2023 het complex met de appartementen kon worden opgeleverd, maar daarin kwam vertraging door problemen met de levering van bouwmaterialen, volgens de projectontwikkelaar. De oplevering vond plaats in november 2024. Eigenaar BUN zou afspraken met de gemeente Apeldoorn wat betreft de verhuur van de appartementen, niet zijn nagekomen en te hoge huurprijzen vragen.